# Gägelow
Gägelow es un municipio situado en el distrito de Mecklemburgo Noroccidental, en el estado federado de Mecklemburgo-Pomerania Occidental (Alemania), a una altitud de 19 metros. 

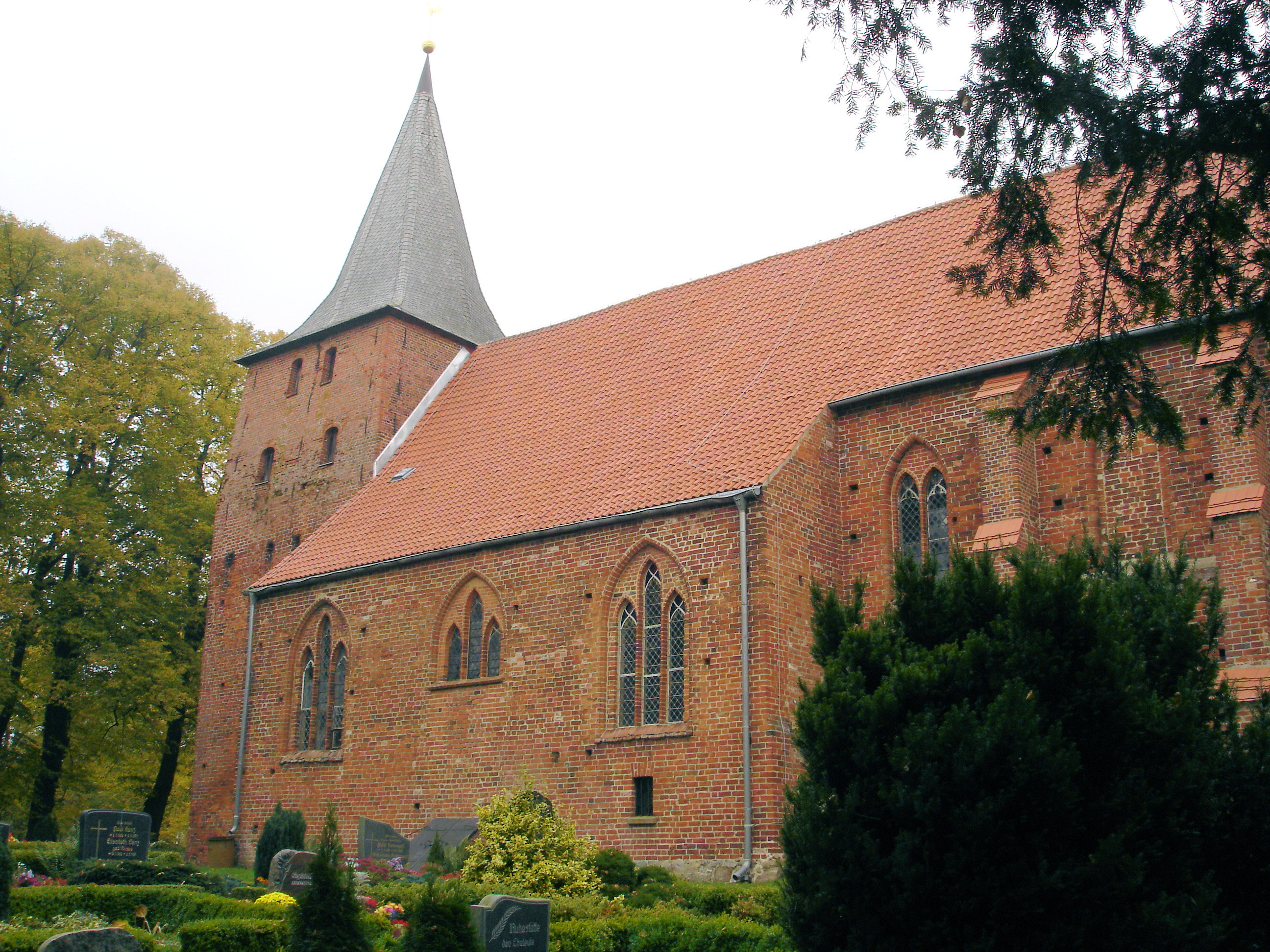
Iglesia de Gägelow

Su población a finales de 2016 era de 2559 habs. y su densidad poblacional, 110 hab/km².